# Johannes Henricus Maria Prinssen
Johannes Henricus Maria Prinssen (Den Bosch, 10 februari 1906 – Utrecht, 22 maart 1967) was een Nederlands politicus.
Hij werd geboren als zoon van Johannes Prinssen (1875-1953, bakker) en Philomena Johanna Viguurs (1878-1938). In 1933 werd hij benoemd tot commies bij de gemeentesecretarie van Helmond en later was hij daar hoofdcommies. Daarnaast was hij bestuurslid bij de lokale afdeling van de Algemene Rooms-Katholieke Ambtenarenvereniging (ARKA). In november 1946 volgde zijn benoeming tot burgemeester van Raamsdonk. Na een langdurige ziekte overleed Prinssen in 1967 in het Academisch Ziekenhuis Utrecht op 61-jarige leeftijd.